# Orest Hrycak
Orest Hrycak, ukr. Орест Ігорович Грицак (ur. 24 lutego 1973 we Lwowie) – ukraiński szachista, arcymistrz od 2001 roku.

## Kariera szachowa
Największy sukces w karierze osiągnął w roku 1993, zwyciężając w rozegranych w Doniecku indywidualnych mistrzostwach Ukrainy. W następnym roku triumfował w memoriale Józefa Dominika w Dobczycach. W 1998 roku zwyciężył (wraz z Piotrem Staniszewskim) w otwartym turnieju w Krynicy oraz podzielił II m. w silnie obsadzonym turnieju MK Cafe w Koszalinie (za Igorem Chenkinem, wraz z Michałem Krasenkowem, Aleksandrem Bielawskim, Eduardasem Rozentalisem, Emilem Sutowskim, Zbynkiem Hrackiem i Igorem Nowikowem), natomiast w następnym roku podzielił II m. (za Aleksandrem Rustemowem, wraz z Pawłem Jaraczem) w Świdnicy. W 2001 zwyciężył we Lwowie oraz podzielił I m. (wraz z Władimirem Bakłanem i Robertem Kempińskim) w memoriale Akiby Rubinsteina w Polanicy-Zdroju, a w następnym roku zajął II m. (za Jurijem Jakowiczem) w Sztokholmie.
W latach 1999 i 2002 dwukrotnie triumfował w Królewskim Gambicie Radomia, cyklicznym turnieju szachów szybkich, który rozgrywany jest w Radomiu.
Najwyższy ranking w dotychczasowej karierze osiągnął 1 lipca 1999 r., z wynikiem 2550 punktów zajmował wówczas 15. miejsce wśród ukraińskich szachistów.